# 사이다주

사이다주

사이다주(아랍어: ولاية سعيدة)는 알제리 북서부에 위치한 주로, 주도는 사이다이며 면적은 6,764km2, 인구는 328,685명(2008년 기준)이다.